# Volker Stockel
Volker Stockel (* 14. April 1966 in Münstermaifeld) ist ein deutscher Kameramann und Filmemacher.

## Werdegang
Seit Anfang der 1990er Jahre ist Volker Stockel als Kameramann tätig. Als fest angestellter Kameramann und Videotechniker der Kelly Family reiste er mit ihnen und war dabei an der Produktion von mehr als zwölf verschiedenen „Kelly Family“-Filmen maßgeblich beteiligt. Für den Extremsportler Joey Kelly war er an der Produktion zweier Iron-Man-DVDs beteiligt.
Neben der festen Tätigkeit bei der Kelly Family filmte er im Laufe der Jahre viele andere nationale und internationale Künstler, wie z. B. Johnny Cash, Michael Hirte, Aaron Carter, Joe Cocker und die Ochsenknechts. Seit 2000 ist er als freier Kameramann, Filmemacher und Videoproduzent tätig und betreibt ein eigenes Studio mit Sitz in Koblenz.
Über 20 verschiedene Kampfsport-DVDs (u. a. mit dem bekannten US-Schauspieler und Kickboxer Don Wilson) sind im Laufe der Jahre von ihm in der Funktion als Regisseur, Kameramann und Editor entstanden. Er erstellt Fan- und Musikvideos für Musiker.
Ende 2014 eröffnete das Amtsgericht Koblenz über sein Vermögen das Insolvenzverfahren.

## Auszeichnungen
Für den Film Though Road III der Kelly Family erhielt er den Platin Award des Bundesverbandes der Phonographischen Wirtschaft e.V.